# Dietrich In Rio
Dietrich in Rio é um álbum ao vivo da cantora e atriz alemã Marlene Dietrich, lançado pela Columbia Records em 1959. Trata-se do segundo lançamento "ao vivo" de Dietrich, após Live at the Café de Paris, de 1954.
Tendo como contexto a série de shows que a cantora fez no Brasil, entre julho e agosto de 1959, o álbum apresenta canções em quatro idiomas diferentes: inglês, francês, alemão e português. A sonoridade varia entre baladas e música pop tradicional, incluindo um música para embalar uma performance de dança cancã. 
Embora a revista Billboard tenha publicado que a gravadora da cantora gravou um dos shows no Copacabana Palace, no Rio de Janeiro, as gravações utilizadas no álbum foram feitas em estúdio, com aplausos adicionados posteriormente. O álbum foi lançado em LP, com número de catálogo WS 316, e relançado em CD pela Sony Music Special Products.

## Antecedentes
Do início dos anos 1950 até meados dos anos 1970, Dietrich trabalhou quase exclusivamente como artista de cabaré, apresentando-se ao vivo em grandes teatros em grandes cidades ao redor do mundo.

## Show no Brasil
Em 24 de julho de 1959, Marlene Dietrich desembarcou de um avião da Varig no Rio de Janeiro para uma curta temporada, que incluiria também shows em São Paulo, acompanhada pelo pianista Burt Bacharach, com quem se apresentou em recitais de grande sucesso. Muitos artistas e pessoas renomadas aguardavam a artista no Aeroporto Internacional do Rio de Janeiro/Galeão, entre eles o marechal Teixeira Lott, então Ministro da Guerra do governo Juscelino Kubitschek. Após o desembarque, a atriz alemã participou de um coquetel e concedeu uma entrevista. Ela declarou que seu espetáculo foi concebido e organizado por ela mesma.
As datas da turnê incluíram o hotel Copacabana Palace (de 27 de julho a 2 de agosto de 1959 (exceto no dia 1)) e o Teatro Record (São Paulo) (de 4 a 9 de agosto). Dietrich não apenas negociou um cachê considerável, mas também exigiu uma participação na venda dos ingressos. Em sua noite de estreia no Copacabana Palace, foram vendidos 700 ingressos, apesar da capacidade máxima do local ser de 400 pessoas.
A artista contratou o produtor teatral Abelardo Figueiredo para providenciar as coristas do espetáculo e fez uma exigência: nenhuma bailarina poderia levantar a perna mais alto que ela. No show, Dietrich cantava e dançava, incluindo um número de cancã, e se emocionou ao levar a plateia ao delírio cantando a antiga canção "Lili Marlene". Durante a apresentação, ela interpretava alguns antigos sucessos de sua carreira, mas, para o show brasileiro, incluiu uma canção em português: "Luar do Sertão", música de Catulo da Paixão Cearense. Ela aprendeu a letra da canção quando conheceu o cantor brasileiro Cauby Peixoto em Hollywood, meses antes da apresentação.
Essa foi a única vez que a cantora fez shows no país, novos shows foram agendados nos anos 1970, mas tiveram que ser cancelados a pedido da artista por motivos pessoais.

## Gravação
Em sua edição de 3 de agosto de 1959, a revista Billboard informou que a Columbia Records gravou o show de Marlene Dietrich no night club Copacabana, no Rio de Janeiro, em julho de 1959. No entanto, embora comercializado como um álbum "ao vivo", o álbum consiste em gravações feitas em um estúdio de Nova Iorque, com aplausos reais gravados durante a turnê para criar uma atmosfera de "ao vivo". Quatro faixas de Dietrich in Rio podem ser ouvidas sem a atmosfera "ao vivo" no CD The Marlene Dietrich Album, lançado em 1991.

## Recepção crítica
| Críticas profissionais | Críticas profissionais |
| Avaliações da crítica  | Avaliações da crítica  |
| Fonte                  | Avaliação              |
| ---------------------- | ---------------------- |
| Allmusic               | [ 9 ]                  |
| Billboard              | Favorável              |
| Record Mirror          | [ 11 ]                 |

O álbum recebeu resenhas favoráveis dos críticos especializados em musica.
O crítico do site AllMusic deu ao álbum duas de cinco estrelas e destacou que o álbum "mostra Dietrich em um humor malicioso, quase bobo, cantando com humor lascivo e flerte coquete" e que "a voz de Dietrich está mais rouca do que em seu auge, mas isso se adequa ao material, que foi rearranjado para se ajustar ao seu novo registro mais baixo, muito bem".
O crítico da revista Billboard inclui o álbum na lista intitulada: "Maior potencial de vendas de todos os álbuns analisados nesta semana",  e escreveu na seção que Dietrich "nunca soou melhor", além deter elogiado a capa e a arte do álbum.

## Lista de faixas
- Créditos adaptados do encarte do LP Dietrich in Rio, de 1959.[12]

| N.º            | Título                              | Compositor(es)                              | Duração |  |
| 1.             | "Look Me Over Closely"              | Frederick Hollander                         | 2:44    |  |
| 2.             | "You're the Cream in My Coffee"     | Lew Brown / Buddy DeSylva / Ray Henderson   | 2:31    |  |
| 3.             | "My Blue Heaven"                    | Walter Donaldson / George A. Whiting        | 2:50    |  |
| 4.             | "The Boys in the Backroom"          | Hollander / Frank Loesser                   |         |  |
| 5.             | "Das Lied ist aus"                  | Robert Stolz / Walter Reisch                | 4:01    |  |
| 6.             | "Je tire ma révérence"              | Pascal Bastia                               | 3:29    |  |
| 7.             | "All Right, Okay, You Win!"         | Mayme Watts / Sidney Wyche                  | 2:31    |  |
| 8.             | "Makin' Whoopee"                    | Walter Donaldson / Gus Kahn                 | 4:04    |  |
| 9.             | "I've Grown Accustomed to Her Face" | Alan Jay Lerner / Frederick Loewe           | 4:30    |  |
| 10.            | "One for My Baby"                   | Harold Arlen / Johnny Mercer                | 4:16    |  |
| 11.            | "Maybe I'll Come Back"              | Charles L. Cooke / Howard C. Jeffrey        | 2:27    |  |
| 12.            | "Luar do Sertão"                    | Catulo da Paixão Cearense / João Pernambuco | 2:07    |  |
| Duração total: | Duração total:                      | Duração total:                              | 37:50   |  |